# Далекобійники 2 (телесеріал)
Далекобійники 2 — другий сезон серіалу «Далекобійники». Прем'єра відбулася 20 листопада 2004 року на телеканалі НТВ.

## Сюжет
Пригоди двох друзів, відомих по серіалу "Далекобійники", тривають. Знову їх чекає далека дорога, нові зустрічі та знайомства. Напарники не завжди ладнають один з одним, між ними бувають і сварки, але завжди їх примиряє дорога. Фільм побудовано на живих діалогах, доброму гуморі, веселих і серйозних, а часом і смертельно небезпечних ситуаціях, в які час від часу потрапляють Федір і Сашок. 

### 1 серія. Подвійний капкан
Іванич і Сашок отримують новий "КАМАЗ" жовтого кольору і прощаються зі старим. У першому ж рейсі четверо дорожніх бандитів підставляють під удар свою іномарку і вимагають гроші на ремонт. Іванич відправляється за грошима, а Сашка бандити залишають у заручниках. В цей час до машини підбігає дівчина, якій необхідна допомога, один із бандитів погодився. В лісі він хотів її зґвалтувати, але вчасно підоспілий Федір рятує дівчину від бандитів і витягує її чоловіка з ведмежого капкану. Сашок рятується втечею, викравши іномарку бандитів і підставивши її під лобовий удар вантажівки. Бандити залишаються ні з чим. 

### 2 серія. Сель
Кілька машин, серед яких і фура Сашка та Іванича, під час сильної зливи виявилися замкненими на гірській дорозі. Сашок та Іванич, побоюючись потопу, починають робити підкоп, щоб відвести воду, запобігти катастрофі і врятувати всіх.

### 3 серія. Чужої біди не буває
Не можуть далекобійники проїхати повз людське горе — для них "чужої біди не буває". Вони бачать пожежу і кидаються на допомогу — "рятувати скарб і худобу селян". Від прибулого капітана міліції вони дізнаються, що це вже третій випадок в районі. Наступного дня напарники затримують двох волоцюг з каністрами...

### 4 серія. Викрадення
Сашок та Іванич потрапляють в чергову халепу — поки вони плескалися в річці, хтось викрадає їх фуру і краде речі з документами. В одних трусах добігши до найближчого відділу міліції, вони дізнаються про банду шахраїв, які діють під виглядом дорожніх інспекторів. А потім через списану міліцейську форму, яку їм позичили у відділі, вони самі потрапляють під підозру. Близнюки та Ніна Іванівна, на синьому КамАЗі їдуть рятувати Сашка і Федора. По дорозі їх зупиняють псевдодаїшники. Близнюки ловлять злочинців і відвозять у відділ міліції.

### 5 серія. Білосніжка
Іванич і Сашок знайомляться в пивній з Юлієм Карловичем Шибуняєвим — директором і художнім керівником театру ліліпутів "Колібрі". Він пропонує напарникам роботу — турне піонерськими таборами з прем'єрою вистави "Білосніжка", де головну роль виконує його дружина Матильда Павлівна — жінка нормального зросту і цілком огрядна. Напарники приїжджають в табір, директор якого на честь приїзду влаштовує гуляння. А після застілля Матильда Павлівна зникає зі своїм коханцем. Юлій Карлович в розпачі, але на виручку приходять далекобійники. Сашко грає Білосніжку, а Іванич виконує роль, яку повинен був грати коханець Матильди.

### 6 серія. Полуторка
Археологи знаходять полуторку часів війни на дні річки. Після невдалої спроби дістати машину з дна археологи виходять на трасу ловити тягач для допомоги. Сашок і Федір погоджуються допомогти археологам і наступного дня витягують полуторку з дна річки і виявляють в ній ящики з боєприпасами. Зрозумівши, що боєприпаси, які пролежали на дні близько 60 років, нічого доброго не принесуть, вони вирішують викликати військових. Здавши боєприпаси, полуторку відправляють до музею.

### 7 серія. Приватизація
Іванич і Сашок виявляються мимовільними учасниками афери з приватизацією їх автобази. Ошукані водії змінюють свої акції на горілку, яку, вирішивши "підхалтурити", доставили напарники. Горілка виявилася "паленою": отруївшись нею, в лікарню потрапляють близнюки. Сашку і Федору доводиться виправляти всю ситуацію з автобазою...

### 8 серія. Дурнів дорога вчить
Два перегонщики іномарок потрапили в халепу — їх побили, пограбували й кинули на узбіччі. Колишній напарник забрав машину, яку переганяли. Саня і Федір підбирають хлопців і наздоганяють викрадачів, які застряли в капустних відходах. Разом з викрадачами в капусту потрапили брати-близнюки Павло і Петро на синьому КамАЗі. Федору і Сашку доводиться їх рятувати. 

### 9 серія. Дезертир
В дорозі далекобійники підбирають хлопчину у військовій формі — виявилося, що він втік з частини від дідівщини. Вони вирішують йому допомогти і переодягають його в цивільну форму, щоб провести через пости. Далі вони зустріли чоловіка, який розповідає про двох бандитів, які пограбували його машину. На посту ДАІ фуру зупинив міліціонер і мужик впізнав у ньому одного з бандитів. В сутичці хлопець отримує поранення і його везуть в лікарню. Прапорщик, який його провідав, сказав, що справа з самовільним залишенням частини залишиться між ними.

### 10 серія. Туман
Приїхавши в особняк якогось Стаса, напарники зустрічають свою давню знайому Нату, багату спадкоємицю раптово померлого банкіра. Стас хотів одружитися з нею, але охоронець Костя розповідає Іваничу і Сашку, що Стас — аферист, якому потрібні тільки її гроші. Ната, не повіривши в меркантильність майбутнього чоловіка, переконується в цьому на власні очі, заставши Стаса в обіймах своєї масажистки. Вона готова розладнати весілля, але Стас вирішує оформити шлюб насильно. Федір і Сашок перешкоджають йому. 

### 11 серія. Боротьба за виживання
Фуру напарників орендував азербайджанець Назім. Тепер далекобійники їздять по селах, скуповуючи у селян вирощені ними овочі. Назіма та його вантажників-нелегалів затримує міліція через відсутність документів, але згодом відпускає. В селі Ключі у напарників виникає конфлікт при продажу картоплі і Федір вирішує дати урок одному із селян. 

### 12 серія. Джингл Белл
Навіть у передноворічну ніч далекобійники не можуть обійтися без пригод! Спершу їм потрапила перевернута машина з пасажирами, а потім незнайомий даїшник змушує їх поїхати в дачне селище, щоб допомогти сусідам, які залишилися без світла. Між тим вдома далекобійників чекають сім'ї, і до зустрічі Нового року залишилися лічені години. Зрештою все налагоджено, але Іваничу та Сашку доводиться зустрічати Новий рік спочатку на дачі у сусідів, яким вони допомогли, а потім — в салоні КамАЗа.

## У ролях
- Володимир Гостюхін — Федір Іванович Афанасьєв (Іванич)
- Владислав Галкін — Олександр Миколайович Коровін (Сашок)
- Наталія Єгорова — Ніна Іванівна Афанасьєва
- Дар'я Михайлова — Вероніка
- Вадим Яцук — близнюк Павло Марчук
- Віктор Яцук — близнюк Петро Марчук
- Віталій Абдулов — бандит Едик-«Боксер» (1 серія)
- Дмитро Швадченко — бандит «Лисий» (1 серія)
- Олександр Тараньжин — лейтенант міліції (2 серія)
- Євген Крайнов — Юра (2 серія)
- Михайло Крилов — Володя (2 серія)
- Людмила Давидова — Марія Іванівна (2 серія)
- Зоя Буряк — Аня (2 серія)
- Валерій Магд'яш — Іннокентій Іванович (3 серія)
- Юрій Дуванов — капітан міліції (3 серія)
- Самвел Асатрян — Руслан (3 серія)
- Олена Степанова — Валя, колишня дружина Кеші (3 серія)
- Галина Стаханова — старенька (3 серія)
- Володимир Гусєв — далекобійник (3, 7 серія)
- Олексій Ошурков — 1-й псевдодаїшник (4 серія)
- Олексій Казаков — 2-й псевдодаїшник (4 серія)
- Тагір Рахімов — капітан міліції (4 серія)
- Олександр Новін — лейтенант міліції (4 серія)
- Михайло Васьков — Андрій Глібович (5 серія)
- Світлана Варецька — Антоніна Юріївна (5 серія)
- Кирило Плетньов — Сергій, чорний археолог (6 серія)
- Олександр Числов — Зоха (6 серія)
- Олександр Журман — Геннадій Козленко (7 серія)
- Олександр Гришаєв — економіст (7 серія)
- Сергій Перелигін — слідчий (7 серія)
- Катерина Хлистова — Галя (8 серія)
- Катерина Стулова — Люся (8 серія)
- Володимир Капустін — перегонщик Льончик (8 серія)
- Олександр Карпов — дядько Вітя, перегонщик (8 серія)
- Максим Лагашкін — Тімірязєв, перегонщик (8 серія)
- Андрій Тубеліс — Вася, дезертир (9 серія)
- В'ячеслав Ганенко — «Хмир» (9 серія)
- Юлія Шарикова — Ната (10 серія)
- Станіслав Дужников — Костя Фадін, охоронець Нати (10 серія)
- Єгор Баринов — Стас (10 серія)
- Євген Березовський — охоронець (10 серія)
- Павло Поймалов — Назім (11 серія)
- Сослан Фідаров — Реваз (11 серія)
- Дмитро Персін — Петро Андрійович (11 серія)
- Сергій Дорогов — капітан Єрьомін (11 серія)
- Тетяна Жукова-Кіртбая — беззуба старенька (11 серія)
- Борис Невзоров — генерал (12 серія)
- Микола Сморчков — сторож (12 серія)